# San Martín de la Virgen de Moncayo
San Martín de la Virgen de Moncayo è un comune spagnolo di 296 abitanti situato nella comunità autonoma dell'Aragona.